# Lăpușna, Mureș
Lăpușna este un sat în comuna Ibănești din județul Mureș, Transilvania, România.

## Clădiri istorice
- Castel de vânătoare
- Biserica „Sfântul Ierarh Nicolae”, Mănăstirea Lăpușna

## Galerie de imagini

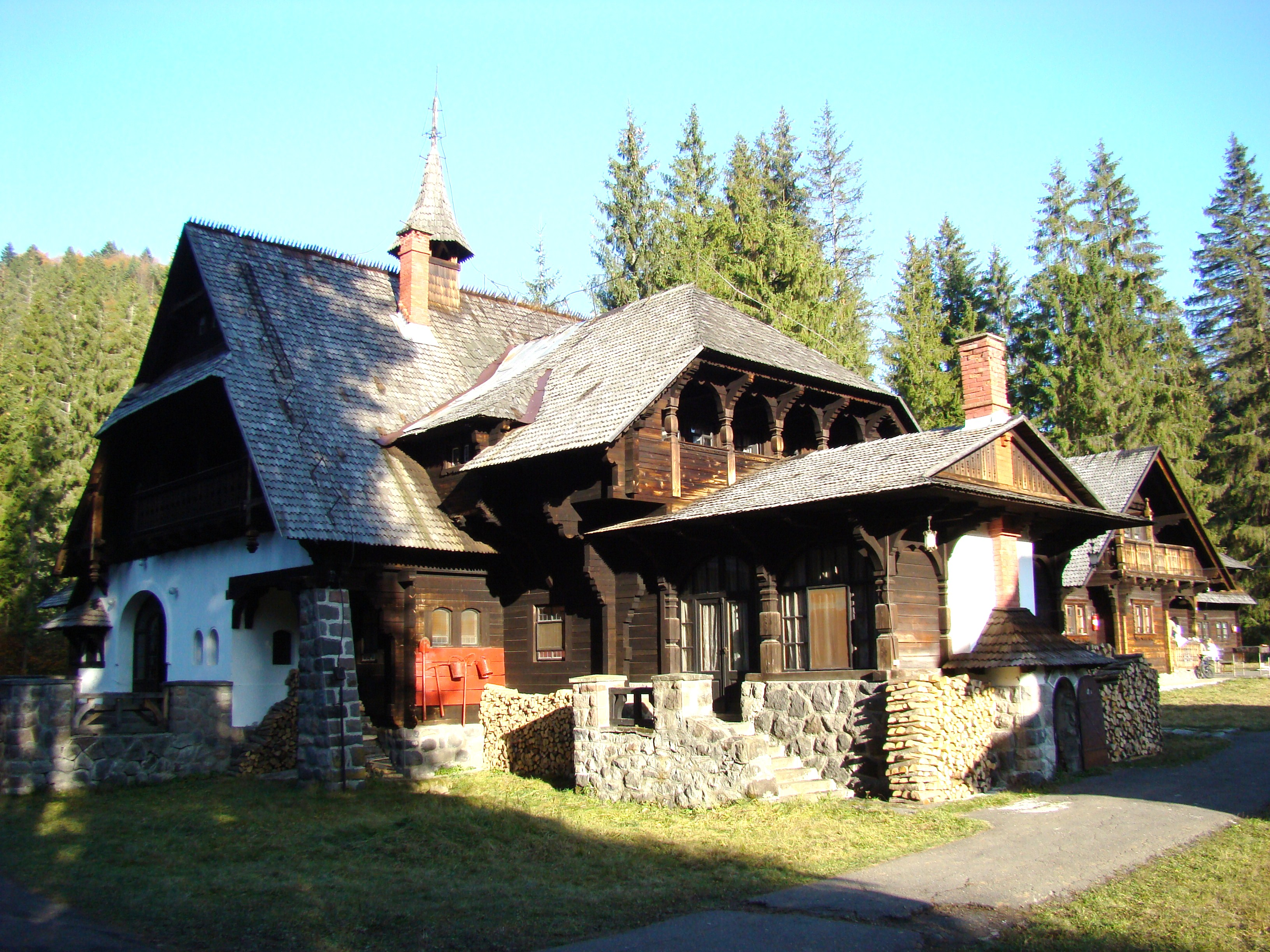
Castelul regal de vânătoare, construit între 1925-1927
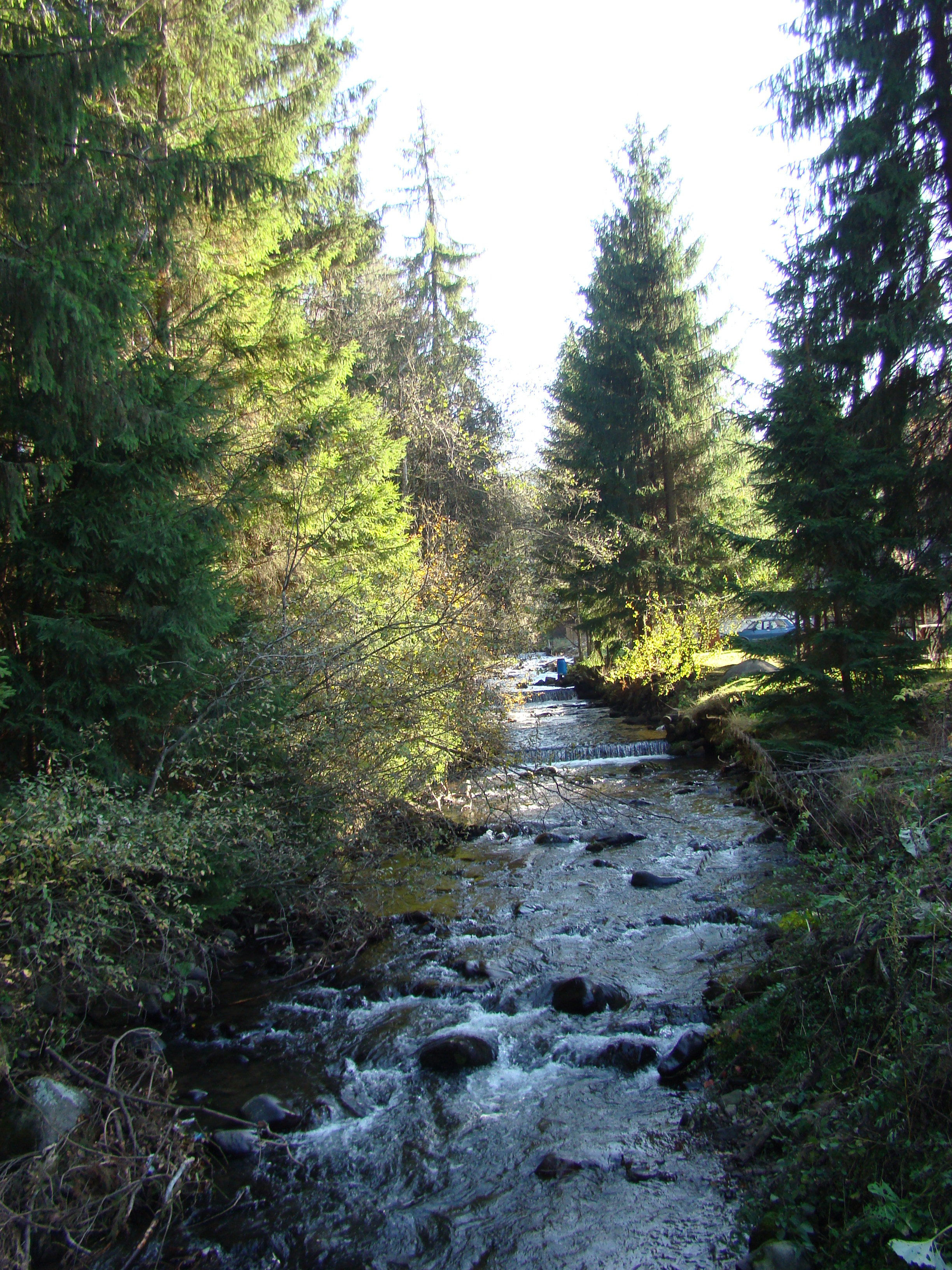
Pârâul Secuieu
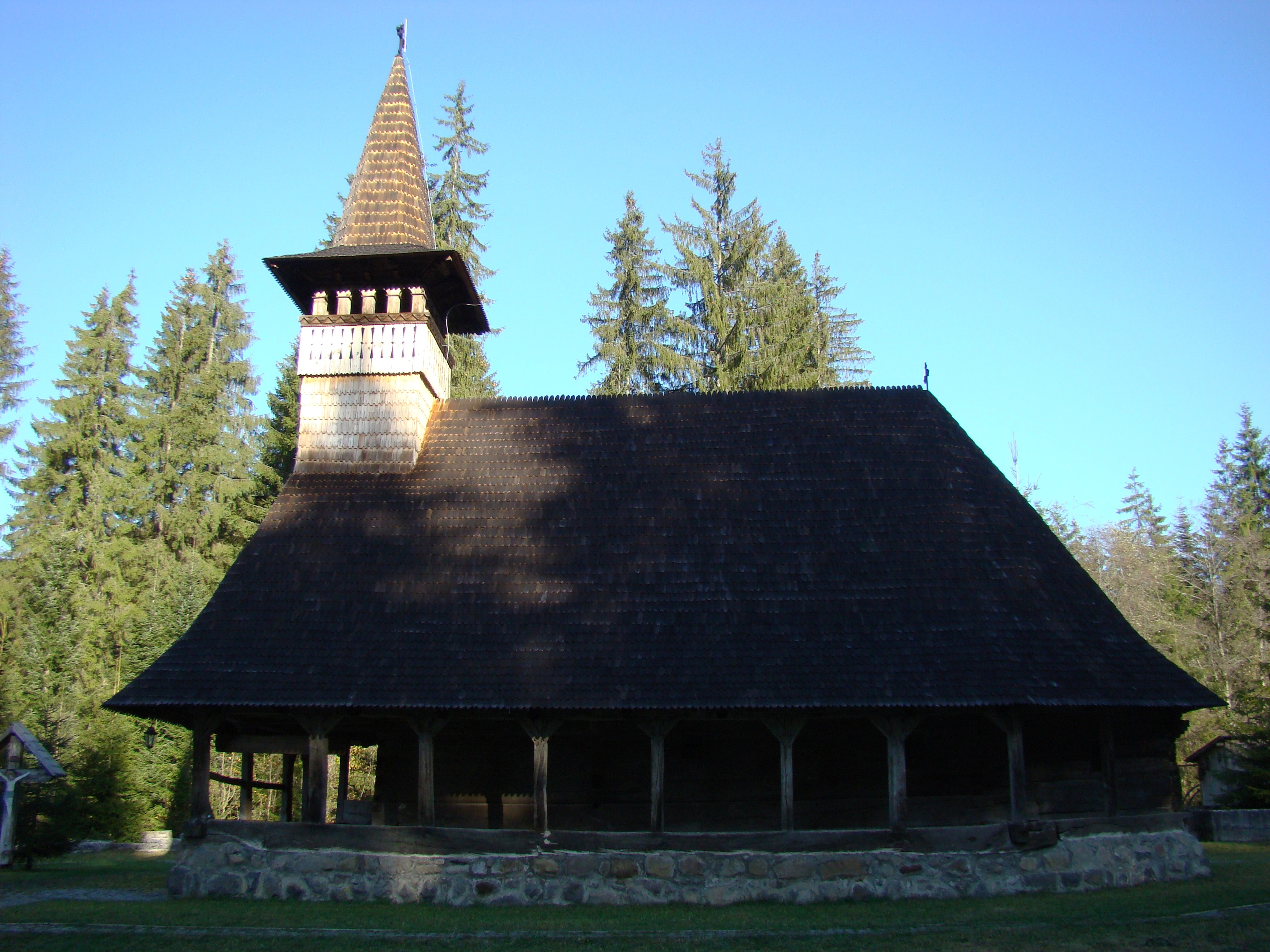
Biserica de lemn „Sf.Nicolae” din Lăpușna, construită în 1779, monument istoric
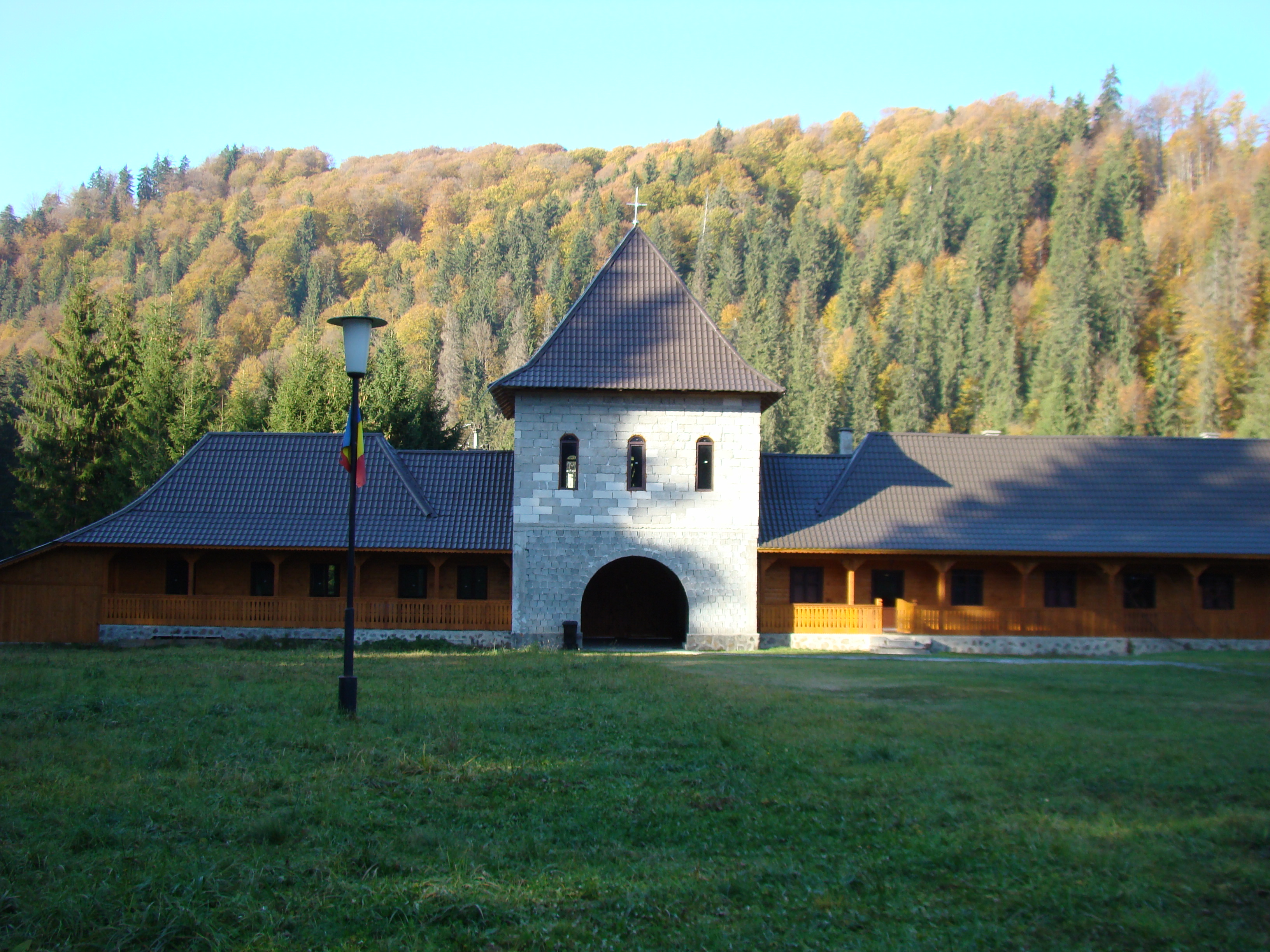
Mănăstirea ortodoxă Sf.Nicolae